# Eric Mazur
Eric Mazur (Amsterdam, 14 november 1954) is een Nederlands natuurkundige en hoogleraar aan Harvard University.

## Biografie
Eric Mazur werd geboren als zoon van natuurkundige en hoogleraar Peter Mazur. Hij behaalde masters in natuurkunde en astronomie en promoveerde in 1981 aan de Universiteit Leiden bij Jan Beenakker met als proefschrift "The structure of non-equilibrium angular momentum polarizations in polyatomic gases". De eerste plannen te werken bij Philips in Eindhoven werden opgeborgen, want Eric Mazur ging, daarin sterk aangemoedigd door zijn vader, als postdoc werken aan Harvard University voor Nico Bloembergen die net dat jaar de Nobelprijs voor Natuurkunde had ontvangen. Na twee jaar werd hij assistant professor, in 1987 associate professor. Drie jaar later, in 1990, kreeg hij een tenure. Mazur is de huidige titularis van de Balkanski Professor of Physics and Applied Physics chair, ingesteld door de Harvard School of Engineering and Applied Sciences en het Physics Department. Hij is eveneens decaan van Applied Physics aan de Harvard-universiteit.

## Onderzoek
Mazurs eerste werk aan Harvard concentreerde zich op het gebruik van lasers met ultrakorte laserpulsen voor het uitvoeren van spectroscopie van geëxciteerde moleculen. Mazur en zijn groep hebben vele baanbrekende bijdragen geleverd op het gebied van ultrakorte laserpulsen en hun interacties met materie ('femtoseconde materiaalwetenschap'). In 1989 bouwde zijn groep als een van de eersten in de academische wereld een vrije-elektronenlaser met botsende mode-vergrendeling, die pulsen met een duur van slechts 70 femtoseconden genereerde. Nadat vroege metingen door de Mazur-groep overtuigend aantoonden dat vaste stoffen een structurele faseovergang kunnen ondergaan zonder merkbare verwarming van het kristalrooster, ontwikkelde de Mazur-groep een techniek om de di-elektrische verplaatsing te meten van halfgeleiders in sterk aangeslagen toestand. Sindsdien gebruikt de groep deze techniek en verschillende niet-lineaire optische sondes om laser-geïnduceerde structurele faseovergangen te bestuderen.
Parallel aan het werk aan halfgeleiders begon Mazur de interactie van intense femtosecondepulsen met transparante materialen te bestuderen. Door een laserpuls strak in het grootste deel van een transparant materiaal te focussen, vindt niet-lineaire optische absorptie plaats in het materiaal, wat leidt tot extreem hoge temperaturen en materiaalveranderingen in de focus. Deze femtoseconde-laser micromachine-techniek wordt nu veel gebruikt voor dataopslag, fabricage van geïntegreerde optische componenten en microchirurgie.
In 1998 leidde een toevallige ontdekking in het laboratorium van Mazur tot de ontwikkeling van een nieuwe methode om een modificatie van een siliciumoppervlak te vormen, "black silicon" genoemd, vanwege zijn zeer lage reflectie. Na bestraling met een reeks femtoseconde laserpulsen in een omgeving van gas met onder meer halogeen, ontwikkelt het siliciumoppervlak een zelfgeorganiseerde microscopische structuur van kegels met een micrometer-afmeting. Het resulterende materiaal heeft vele opmerkelijke eigenschappen, zoals een verbeterde absorptie die zich uitstrekt tot het infrarood onder de bandopening van silicium. Het materiaal heeft commerciële toepassingen gevonden in een aantal fotodetectoren.
Het onderzoek van Mazur blijft zich richten op ultrasnelle laserpulsen, interacties tussen lichtdeeltjes en materie en nieuwe niet-lineaire optische apparaten. Samen met een groep van Zhejiang-universiteit in het Chinese Hangzhou ontwikkelden leden van Mazurs groep als eerste een werkwijze voor het trekken van silica optische vezels met subwavelength-diameter (SDF). Deze draden geleiden licht in de vorm van een uitdovende golf en maken een zeer scherpe buiging van het licht mogelijk.

## Peer instruction
In 1991 experimenteerde Mazur met een onderwijsvernieuwing door te werken op een interactieve methode die de studenten meer betrekt, peer instruction genaamd. In 1997 publiceerde hij een boek genaamd "Peer Instruction: A User's Manual" waarin details over deze methode worden gegeven.
Peer-instructie (PI) bleek voordeliger te zijn dan discussies of colleges voor een hele klas. Volgens een artikel in de maart/april 2009 editie van "Complexity", is meer dan 90% van de instructeurs die PI hebben geprobeerd van plan om het te blijven gebruiken en meer te integreren in het lesgeven. Het stoelenarrangement speelt een belangrijke rol in de uitkomst van deze methode. Wanneer laag presterende studenten bijvoorbeeld vooraan zitten, neemt hun kans om het beter te doen toe. Ondertussen worden de resultaten van hoog presterende studenten die aan de achterkant zitten niet beïnvloed. Wanneer hoog presterende studenten in de buitenste vier hoeken van het klaslokaal zitten, neemt de prestatie van de klas als geheel bovendien toe. De methode steunt ook op pre-class questions, waarbij de student wordt verplicht het lesmateriaal voorafgaand aan een contactuur door te nemen en antwoorden op vragen over dit materiaal in te dienen. De vragen stimuleren de student deze inspanning te leveren en dit collectief werk maakt ruimte vrij tijdens de contactmomenten voor de concepten te verwerken en de moeilijkste topics intenser door te nemen, topics die de docent ook beter detecteert door de vooraf ontvangen antwoorden op de pre-class questions.
Peer instruction vindt wereldwijd toepassing. Waar de methode initieel ook voor natuurkunde werd ontwikkeld, volgden toepassing in alle ingenieursvakken en wetenschappen.
In 2014 werd Mazur voor dit baanbrekend werk rond peer instruction de allereerste laureaat van de Minerva Prize for Advancements in Higher Education, met een waarde van een half miljoen dollar.

## Ondernemerschap
Mazur heeft ten minste twee start-ups voor technologie opgericht of mede opgericht: SiOnyx, een bedrijf dat infraroodsensoren maakt, en Learning Catalytics, dat hij in april 2013 verkocht aan Pearson.

## Erkenning
- 1988 – Presidential Young Investigator Award door president Ronald Reagan.
- 1989 – Verkozen als Fellow door de American Physical Society.
- 1999 – Award for excellence in educational research door de Council of Scientific Society Presidents
- 2006 – Verkozen als een van de 75 meest uitmuntende Amerikaanse natuurkundigen door de American Association of Physics Teachers
- 2008 – Esther Hoffman Beller Medal door de Optical Society of America.
- 2008 – Correspondent van de Koninklijke Nederlandse Akademie van Wetenschappen
- 2008 – Robert A. Millikan award door de American Association of Physics Teachers
- 2014 – Minerva Prize for Advancements in Higher Education
- 2019 – Doctor honoris causa aan de KU Leuven